# Чайвичит, Сухарт
Сухарт Чайвичит (тайск. สุชาติ ชัยวิชิต; род. 8 июля 1956) — шахматист и игрок в макрук, пятикратный чемпион Таиланда по макруку (1983, 1987, 1988, 1990, 1991), трёхкратный призёр шахматных олимпиад в личном зачёте (1982, 1988, 1996), мастер ФИДЕ.

## Биография
Пять раз представлял Таиланд на шахматной олимпиаде:
- в 1980 году на первой доске на 24-й шахматной олимпиаде в Ла-Валлетте (+5, =6, −3);
- в 1982 году на третьей доске на 25-й шахматной олимпиаде в Люцерне (+9, =0, −3), выиграв серебряную медаль в личном зачёте;
- в 1984 году на первой доске на 26-й шахматной олимпиаде в Салониках (+5, =3, −5);
- в 1988 году на четвёртой доске на 28-й шахматной олимпиаде в Салониках (+8, =0, −1), выиграв золотую медаль в личном зачёте;
- в 1996 году на третьей доске на 32-й шахматной олимпиаде в Ереване (+7, =0, −2), завоевав серебряную медаль в личном зачёте.

Трижды играл за Таиланд в командном чемпионате Азии по шахматам среди мужчин:
- в 1979 году на четвёртой доске 3-го командного чемпионата Азии по шахматам в Сингапуре (+3, =1, −4);
- в 1981 году на первой доске 4-го командного чемпионата Азии по шахматам в Ханчжоу (+3, =0, −5);
- в 1989 году на второй доске 8-го командного чемпионата Азии по шахматам в Гентинг-Хайлендсе[англ.] (+5, =1, −2), завоевав бронзовую медаль в личном зачёте.

Кроме чемпионатов страны, также в 2004 выиграл национальный фестиваль макрука.